# Fernando de Torres Almunia
Fernando de Torres y Almunia (Valencia, 28 de mayo de 1859-Madrid, 5 de noviembre de 1923) fue un político español, miembro del Partido Conservador, que desempeñó diversos cargos en la administración. Fue varias veces diputado en las Cortes.

## Biografía
Nació en Valencia el 28 de mayo de 1859.
En sus inicios militó en el Partido Liberal. Seguidor de Germán Gamazo, tras su fallecimiento declaró su adhesión a Antonio Maura y con posterioridad seguiría a este en su paso al Partido Conservador. Políticamente ligado a la provincia de Palencia, en las elecciones parciales de 1888 optó al acta de diputado en representación del distrito de Cervera de Pisuerga, logrando salir vencedor. En los comicios de 1891 y 1899 saldría elegido por el distrito de Saldaña.
Pareja con su actividad política, desempeñó diversos cargos en la administración de Estado. Fue gobernador civil en las provincias de Santander, Burgos, Cádiz, Valladolid y Vizcaya. También ejercería como administrador de la Real Casa de la Moneda.
En abril de 1919 accedió al cargo de director general de Seguridad, quedando a cargo de los servicios de seguridad del Estado. Sin embargo, el asesinato de Eduardo Dato provocaría su fulminante dimisión, en abril de 1921.
Falleció en Madrid el 5 de noviembre de 1923.